# Petrejoides hirsutus
Petrejoides hirsutus là một loài bọ cánh cứng trong họ Passalidae. Loài này được Luederwaldt miêu tả khoa học năm 1941.